# Lago Seealpsee
O Lago Seealpsee é um lago localizado no Maciço Montanhoso de Alpstein no cantão de Appenzell Innerrhoden, Suíça. Encontra-se a uma altitude de 1143.2 m, tendo a sua superfície 13,6 hectares. 
O lago pode ser alcançado a pé a partir de Wasserauen ou de Ebenalp. Uma rede de rotas em torno do lago liga-o a outros locais notáveis nos Pré-Alpes de Appenzell e de São Galo, como é o caso de Wildkirchli e da montanha Säntis.